# Акшенас (деревня)
Акшенас — деревня в составе  Архангельско-Голицынского сельского поселения Рузаевского района Республики Мордовия.

## География
Находится на расстоянии примерно 10 км на восток от районного центра города Рузаевка.

## История
Известна с 1869 году как владельческая деревня Саранского уезда из 81 двора.

## Население
Постоянное население составляло 17 человек (русские 100%) в 2002 году, 5 в 2010 году .